# City Road
City Road is een spookstation aan de City-tak van de Northern Line dat van 1901 tot 1922 in dienst was.

## Geschiedenis
De City & South London Railway (C&SLR) bouwde eind negentiende eeuw een metrolijn ten zuiden van de Theems met een station op de noordoever als noordelijk eindpunt. Het was de eerste elektrische metro in geboorde tunnels (tubes) en het doortrekken van de lijn naar de spoorwegstations aan de noordrand van de stad werd al kort na de opening door C&SLR voorgesteld. De toestemming voor de verlenging kwam in 1893 en tussen 1900 en 1907 werd de verlenging tot Euston in drie stappen geopend. City Road was het middelste station van het tweede deel van de verlenging dat op 17 november 1901 werd geopend. 
Van meet af aan af aan was er weinig aanloop bij City Road en al in 1908 werd er gesproken over de sluiting ervan. Het station lag dicht bij zowel Old Street als Angel in een achterstandswijk van Islington, desondanks bleef het tot 8 augustus 1922 in gebruik. 
Op 26 augustus 1916 kwam een reiziger om het leven toen een conducteur een vertreksein gaf tijdens het uitstappen. 

## Interbellum
Vlak voor de Eerste Wereldoorlog werd de C&SLR gekocht door de Underground Electric Railways Company of London Limited (UERL), de eigenaar van de District Railway en drie tubes op de noordoever. De C&SLR had echter smallere tunnels (3,20 m) dan het standaardprofiel van Yerkes (3,56 m). UERL wilde dan ook de tunnels van de C&SLR ombouwen tot standaard afmetingen maar de Eerste Wereldoorlog verhinderde dit. Na afloop van de oorlog werden de plannen weer opgepakt en op 8 augustus 1922 werd de lijn bij City Road gesloten voor ombouw. Station City Road zelf werd niet omgebouwd omdat het verlengen van de perrons gezien de reizigersstroom niet rendabel zou zijn. De ombouw was gereed op 20 april 1924 en de lijn werd heropend zonder station City Road. De perrons werden verwijderd en de liftkoker werd omgebouwd tot ventilatieschacht. In 1933 werd het OV in Londen genationaliseerd in London Transport dat de lijn omdoopte in Morden Edgware Line en in 1937 in Northern Line als verwijzing naar het Northern Heights project. Tijdens de Tweede Wereldoorlog werd het station omgebouwd voor gebruik als schuilkelder.  

## Afbraak
Het stationsgebouw bleef staan totdat het gebouw, op de liftkoker na, in de jaren zestig van de twintigste eeuw werd gesloopt. Op spoorniveau zijn de tijdelijke constructies voor de schuilkelder na de oorlog verwijderd en is de plek van de perrons zichtbaar uit passerende metro's. De tot ventilatieschacht omgebouwde liftkoker bleef staan bij de kruising van City Road met Central Street en Moreland Street tot in 2015 een sloopvergunning werd verleend om plaats te maken voor het Bunhill 2 Energy Centre dat in 2020 werd opgeleverd. Deze centrale voor de stadsverwarming gebruikt de warmte uit de metro om omliggende woongebouwen en een school van warmte te voorzien. 

## Fotoarchief
- London's Abandoned Tube Stations - City Road met foto's van het ondergrondse deel.
- London Transport Museum Photographic Archive Station City Road in 1915.